# Catherine Carr (scénariste)
Pour les articles homonymes, voir Catherine Carr et Carr.
Catherine Carr (parfois appelée Catharine Carr ou Katharine Carr)  (née le 1er janvier 1880 à Austin, Texas et morte le 18 janvier 1941 à Hollywood, Californie) est une scénariste américaine de l'époque du cinéma muet.

## Filmographie
- 1912 : His Official Appointment de Charles Kent
- 1913 : The Line-Up de William Humphrey
- 1914 : The Span of Life (it) de Edward MacKay
- 1914 : The Spirit of the Poppy
- 1914 : The Coming Power de Edward MacKay
- 1914 : The Awakening of Barbara Dare de Wilfrid North
- 1914 : The Arrow Maker's Daughter de Jay Hunt
- 1915 : The Melting Pot de James Vincent
- 1915 : College Days de Scott Sidney
- 1915 : The Bribe de Lucius Henderson
- 1915 : The Whirl of Life de Oliver D. Bailey
- 1916 : Toto of the Byways de Lee Kohlmar
- 1916 : Cheaters de Lucius Henderson
- 1916 : Love's Masquerade de Lucius Henderson
- 1916 : The Narrow Path de Francis J. Grandon
- 1916 : The Trail of Chance de Lucius Henderson
- 1916 : Beyond the Trail de Ben F. Wilson
- 1916 : Her Mother's Sweetheart de George Ridgwell
- 1916 : Won by Valor de Robert F. Hill
- 1916 : A Splash of Local Color de Lucius Henderson
- 1916 : Temptation and the Man de Robert F. Hill
- 1916 : The Little Grey Mouse de Winthrop Kelley
- 1916 : Behind the Veil de Lucius Henderson
- 1916 : The Clever Mrs. Carter de George Ridgwell
- 1916 : The Scarlet Mark de Lucius Henderson
- 1916 : A College Boomerang de Winthrop Kelley
- 1916 : The Code of His Ancestors de Raymond L. Schrock
- 1916 : The Limousine Mystery de Lucius Henderson
- 1916 : A Huntress of Men de Lucius Henderson
- 1917 : The Regenerates de E. Mason Hopper
- 1917 : To the Highest Bidder de Lucius Henderson
- 1917 : The Untamed de Lucius Henderson
- 1917 : The Beautiful Impostor de Lucius Henderson
- 1918 : Irish Eyes de William Dowlan
- 1918 : The Atom de William Dowlan
- 1918 : High Tide de Gilbert P. Hamilton
- 1918 : The Ghost Flower de Frank Borzage
- 1918 : The Curse of Iku de Frank Borzage
- 1918 : Station Content de Arthur Hoyt
- 1918 : The Lonely Woman de Thomas N. Heffron
- 1918 : Shifting Sands de Albert Parker
- 1918 : I Love You de Walter Edwards
- 1918 : The Painted Lily de Thomas N. Heffron
- 1918 : Secret Code de Albert Parker
- 1918 : A Soul in Trist de G. P. Hamilton
- 1919 : The Usurper de James Young
- 1919 : The Game's Up de Elsie Jane Wilson
- 1919 : Toton (Toton the Apache) de Frank Borzage
- 1919 : The Game's Up de Elsie Jane Wilson
- 1919 : Prudence on Broadway de Frank Borzage
- 1920 : The Forgotten Woman de Park B. Frame
- 1920 : The Corsican Brothers (en) de Colin Campbell
- 1921 : Nobody's Kid de Howard Hickman
- 1923 : The Temple of Venus de Henry Otto